# Gustavo Henrique Vernes
Gustavo Henrique (* 24. März 1993 in São Paulo; voller Name Gustavo Henrique Vernes) ist ein brasilianischer Fußballspieler. Er steht seit 2024 in Brasilien bei Corinthians São Paulo unter Vertrag.

## Karriere
Gustavo Henrique ist ein 1,96 Meter großer Abwehrspieler und wird meist in der Innenverteidigung eingesetzt.

### Vereine

#### Profi-Anfänge beim FC Santos
Zur Spielzeit 2012 stieg er in die erste Mannschaft vom FC Santos auf. Am 17. Juni 2012 feierte er sein Debüt in der Série A beim Spiel gegen Flamengo Rio de Janeiro und von Trainer Muricy Ramalho wurde er in der Innenverteidigung über die gesamten 90 Minuten eingesetzt. Sein erstes Tor im Trikot von Santos erzielte er am 27. Oktober 2013 beim Spiel gegen Corinthians São Paulo. In der 62. Minute erzielte er den 1:1-Ausgleich und damit den Endstand. Dieses verblieb sein einziger Einsatz in der Saison. Bereits in der Saison 2013 entwickelte Gustavo Henrique sich zum Stammspieler. In der Meisterschaft bestritt er 24 von 38 möglichen Einsätzen (zwei Tore). Hinzu kamen Spiele im Copa do Brasil 2013 sowie im Nachwuchsbereich.
Am 23. Februar 2014 zog er sich im Auswärtsspiel in der Staatsmeisterschaft gegen den FC São Paulo eine Verletzung am vorderen Kreuzband seines rechten Knies zu. Er kehrte im Oktober in den Kader zurück, kam aber zu keinen Einsätzen mehr. 2015 konnte Pedro mit der Staatsmeisterschaft von São Paulo seinen ersten Titel mit Santos feiern. Der Titel konnte 2016 verteidigt werden. Am 27. Spieltag der Meisterschaft 2016, dem 24. September, erlitt Gustavo Henrique erneut eine Verletzung, diesmal am linken Knie. Er kehrte erst fast ein Jahr später zurück. Am 14. August 2017, dem 20. Spieltag der Série A 2017, im Treffen gegen Fluminense Rio de Janeiro zurück. Nachdem er am 21. und 22. Spieltag nicht spielte. Trat er am 23., dem 10. September, zu Hause gegen Corinthians São Paulo an und erlitt in der 25. Minute eine Verletzung des medialen Seitenbandes. Damit war die Spielzeit 2017 für ihn beendet.
2018 konnte Gustavo Henrique sich wieder in der Mannschaft etablieren und so bestritt er in dem Jahr auch seine ersten Einsätze auf internationaler Klubebene mit Santos. In der Gruppenphase der Copa Libertadores 2018 am 5. April 2018, traf Santos auswärts auf Estudiantes de La Plata. In dem Spiel wurde Gustavo Henrique in der 90. Minute für Renato eingewechselt. In den Achtelfinalspielen gegen den CA Independiente durfte er dann über die vollen Spielzeiten antreten und schied mit seiner Mannschaft kurios aus, aufgrund einer 0:3-Strafversetzung. In seiner letzten Saison für den FC Santos erreichte er 2019 als Stammspieler mit seiner Mannschaft nach 2016 erneut die Vizemeisterschaft der Campeonato Brasileiro Série A.

#### Flamengo und Fenerbahçe (Leihe)
Anfang Januar 2020 wurde der Wechsel von Gustavo Henrique zum amtierenden Meister Flamengo Rio de Janeiro bekannt gegeben. Der Kontrakt erhielt eine Laufzeit über vier Jahre. Seinen ersten Einsatz für Flamengo bestritt er in der Staatsmeisterschaft von Rio de Janeiro am 3. Februar 2020 auswärts gegen den Resende FC. Am 16. Februar 2020 konnte er mit Flamengo den ersten Titelgewinn feiern. Im Supercopa do Brasil konnte Athletico Paranaense mit 3:0 bezwungen werden. Eine Woche später gewann er mit Flamengo auch das Finalspiel des Taça Guanabara und im weiteren Verlauf des Februars, auch das Finale der Recopa Sudamericana. Im Südherbst folgte mit der Staatsmeisterschaft von Rio de Janeiro der nächste Titelgewinn, wo er mehrheitlich als Stammspieler zum Einsatz kam. Im Februar 2021 konnte er mehrheitlich als Stammspieler auch den verspäteten Titelgewinn der brasilianischen Meisterschaft 2020 feiern, aufgrund der COVID-19-Pandemie wurde die Meisterschaft unüblicherweise später beendet.
In der Folgesaison konnte er mehrheitlich als potenzieller Einwechselspieler mit seiner Mannschaft die Titel des Supercopa do Brasil und die Staatsmeisterschaft von Rio de Janeiro verteidigen. In der brasilianischen Saison 2022 gehörte Gustavo Henrique nicht zu den regelmäßigen Stammspielern, aufgrund der Konkurrenzsituation in der Innenverteidigung mit Rodrigo Caio, David Luiz und dem Neuzugang Pablo, alles (ehemalige) brasilianische A-Nationalspieler. Woraufhin er im Juli 2022 während der laufenden Saison erst auf Leihbasis für eine Saison zur türkischen Saison 2022/23 zum Erstligisten und amtierenden Vizemeister Fenerbahçe Istanbul wechselte. Wobei er anfänglich vom Fenerbahçe fest verpflichtet werden sollte, wurden im Gesundheitstest von Gustavo Henrique Knieprobleme festgestellt.

#### Über Spanien zurück nach Brasilien
Im Sommer 2023 wechselte er nach Spanien zu Real Valladolid. Bereits nach einem halben Jahr verließ er den Verein wieder und wechselte zu Corinthians São Paulo.

### Nationalmannschaft
Gemäß transfermarkt.de absolvierte Gustavo Henrique drei U-Länderspiele für die brasilianische U20-Nationalmannschaft. Später im Juli 2015 nahm er mit der brasilianischen U22-Auswahl an den Panamerikanischen Spielen in Toronto teil und kam in fünf Turnierspielen zu zwei Einsätzen. Gegen Ende der Spiele holte er mit seiner Mannschaft im Spiel um Platz 3 die Bronzemedaille.

## Erfolge und Auszeichnungen
- FC Santos
  - Juniorenmannschaft
    - Copa São Paulo der U20-Junioren: 2013[15]

  - Profimannschaft
    - Staatsmeisterschaft von São Paulo: 2012 (ohne Einsatz), 2015, 2016[6]

  - Individuell
    - Ausgezeichnet in die Mannschaft der Campeonato Paulista (FPF): 2016, 2019[16]

- Brasilien U22

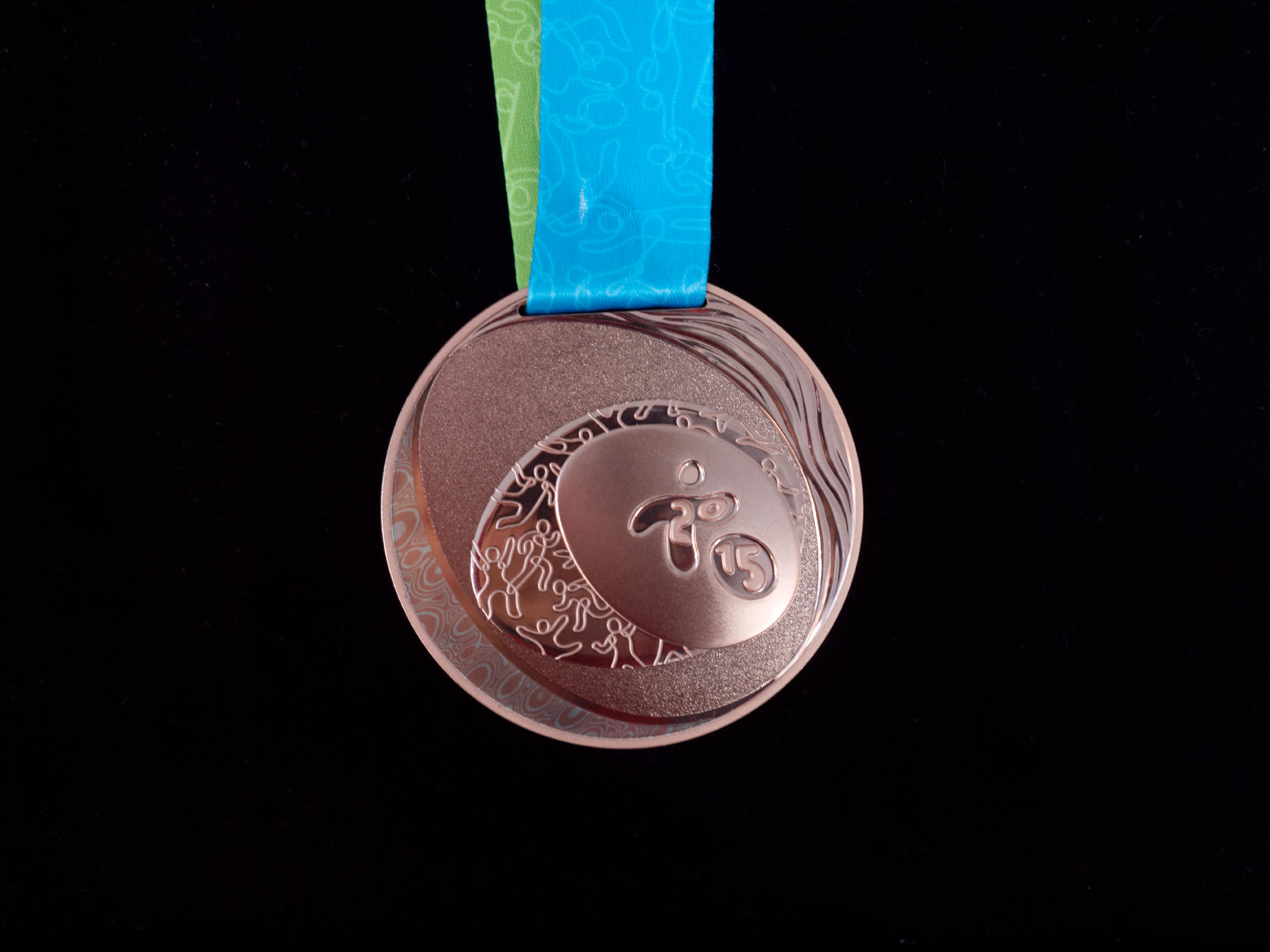
Bronzemedaille der Panamerikanischen Spielen 2015 in Toronto.

  - Panamerikanische Spiele: Bronzemedaille 2015[14]

- Flamengo Rio de Janeiro
  - Supercopa do Brasil: 2020; 2021 (ohne Einsatz)
  - Taça Guanabara: 2020
  - Recopa Sudamericana: 2020
  - Staatsmeisterschaft von Rio de Janeiro: 2020, 2021
  - Brasilianischer Meister: 2020